# Lúcio Ópio
Lúcio Ópio (em latim: Lucius Oppius) ou Espúrio Ópio (em latim: Spurius Oppius) foi um senador romano nomeado cônsul sufecto para o nundínio de outubro a dezembro de 43 com Quinto Cúrcio Rufo. Era pai ou tio de Caio Ópio Sabino, cônsul em 84, e provavelmente avô de Caio Ópio Sabino Júlio Nepos Marco Víbio Solemnis Severo.